# غرام الشيوخ (فلم)
غرام الشيوخ هو فيلم مصري تم إنتاجه عام 1946، تأليف محمد عبد الجواد ويوسف جوهر، وإخراج محمد عبد الجواد وبطولة فاطمة رشدي ومنسي فهمي ويحيى شاهين.

## فريق العمل
إخراج: محمد عبد الجواد
تأليف:
- محمد عبد الجواد
- يوسف جوهر

إنتاج: أفلام الشرق
بطولة:
- فاطمة رشدي
- منسي فهمي
- يحيى شاهين
- فؤاد شفيق
- ثريا فخري
- محسن حسنين
- فيكتوريا حبيقة

## روابط خارجية
- مقالات تستعمل روابط فنية بلا صلة مع ويكي بيانات